# Fred Melamed
Pour les articles homonymes, voir Melamed.
Fred Melamed est un acteur américain, né le 13 mai 1956 à New York.

## Biographie

### Carrière
Il est acteur aussi bien devant les caméras que derrière un micro puisqu'il est annonceur et prête sa voix pour différentes émissions et série télévisée comme USA Up All Night (1987-1989), America Tonight (1990), Les Dessous de Palm Beach (1991-1993), FTL Newsfeed (1992-1996), Late Show with David Letterman (1996), The 1998 US Open Tennis Championships (1998) ou encore The NFL Today (1998-2003).[réf. nécessaire]
Il prête également sa voix à différents jeux vidéos comme NCAA Football 98 (1998), The Multipath Adventures of Superman (1999), Grand Theft Auto: San Andreas (2004), Grand Theft Auto V (2013) et Diablo III: Reaper of Souls (2014).[réf. nécessaire]

## Filmographie

### Cinéma

#### Longs métrages
- 1983 : Lovesick : le psychanalyste
- 1986 : Hannah et ses sœurs : Dr Grey
- 1986 : Mission : voix de Cabeza
- 1986 : Le Projet Manhattan : le technicien de dosage
- 1987 : Radio Days : Bradley
- 1987 : Le Dragueur : George
- 1987 : Suspect dangereux : Morty Rosenthal
- 1987 : Ishtar : Caïd d'Assari
- 1988 : Sticky Fingers : la voix du policier
- 1988 : Le Prix de la passion : Dr Payne
- 1988 : Une autre femme : la voix du patient
- 1989 : Crimes et Délits : le doyen
- 1991 : Ombres et Brouillard : le spectateur indésirable
- 1992 : Maris et Femmes : Mel
- 2002 : Hollywood Ending : Pappas
- 2009 : A Serious Man : Sy Ableman
- 2012 : Fred Won't Move Out : Bob
- 2012 : The Dictator : le chef scientifique
- 2013 : In a World… : Sam
- 2013 : Hairbrained : Benny Greenberg
- 2013 : Blumenthal : Jimmy Basmati
- 2014 : Teach Me Love : Dr Piggott
- 2014 : Get on Up : Syd Nathan
- 2014 : Adult Beginners : le narrateur
- 2015 : Bone Tomahawk : Clarence
- 2016 : Ave, César ! : Fred
- 2016 : Passengers : voix de l'observatoire
- 2017 : Section 99 : Mr. Irving
- 2017 : Lemon : Howard
- 2017 : Chicanery : Arthur Schekner
- 2018 : L'Espion qui m'a larguée : Roger
- 2018 : Traîné sur le bitume : M. Edmington
- 2018 : Barking Mad : Diego Fiesta
- 2018 : Silver Lake : Howard
- 2019 : Arnaqueurs associés : Dimitri
- 2019 : The Vigil : Dr. Kohlberg
- 2020 : Shiva Baby : Joel
- 2023 : Cat Person de Susanna Fogel : Dr. Resnick

#### Courts métrages
- 2011 : Interpersonal Exopolitics : Hank
- 2012 : A Very Tight Place : Betsy
- 2014 : Smart Pipe : Andrew Gold
- 2014 : Superior Living : Marty
- 2015 : You Are Whole : Norman
- 2015 : Raise the ToyGantic : Irving Goldbarth
- 2015 : The Dazzling Darling Sisters : Leo Reznik
- 2016 : Kid Gambled : le réparateur
- 2018 : Killer Black : RK Sherwood

### Télévision
- 1981-1982 : On ne vit qu'une fois : Alberto Cervantes
- 1989 : Another World : le SDF (1 Épisode)
- 2000-2001 : Courage, le chien froussard : Esprit de la lune / L'arbre magique (12 Épisodes)
- 2005 : Wonder Pets ! : Le Magicien (1 Épisode)
- 2010 : New York, police judiciaire : Juge Bertram Hill (1 Épisode)
- 2010 : New York, unité spéciale : Dan Goldberg (saison 12, épisode 4)
- 2011 : Larry et son nombril : Dr Thurgood (1 Épisode)
- 2011 : Angry Old Man & Gay Teenage Runaway : Sobel Altenzorn (7 Épisodes)
- 2011-2014 : The Good Wife : Juge Alan Karpman (3 Épisodes)
- 2012 : Onward Notre Dame : Narrateur (Téléfilm)
- 2012 : 30 Rock : Jack (1 Épisode)
- 2013 : Two Wrongs : Steven (Téléfilm)
- 2013 : Bubala Please (1 Épisode)
- 2013-2014 : The Crazy Ones : Himself (2 Épisodes)
- 2014 : Benched : Juge Nelson (5 Épisodes)
- 2015 : Girls : Avi Mensusen (1 Épisode)
- 2015 : Childrens Hospital : Leonard Hillman (1 Épisode)
- 2015 : Zero Punctuation : Cris Formage (1 Épisode)
- 2015 : Married : Professeur Donald Holt (1 Épisode)
- 2015 : House of Lies : Harvey Oberholt (4 Épisodes)
- 2015-2016 : Blunt Talk : Dr Mendelson (3 Épisodes)
- 2015-2018 : Casual : Charles Cole (8 Épisodes)
- 2016 : The Detour : Annonceur des conquistadors (1 Épisode)
- 2016 : New Girl : J. Cronkite Valley-Forge (3 Épisodes)
- 2016 : Now We're Talking : Glen Klose (6 Épisodes)
- 2016-2017 : Brooklyn Nine-Nine : D.C. Parlov (2 Épisodes)
- 2016-2017 : Lady Dynamite : Bruce Ben-Bacharach (20 Épisodes)
- 2017 : Fargo : Howard Zimmerman (1 Épisode)
- 2017 : Atwill at Large : Diego Fiesta (1 Épisode)
- 2017 : Trial & Error : Howard Mankiewicz (2 Épisodes)
- 2017 : Dan Is Dead : Shlomo Goldberg (3 Épisodes)
- 2017-2018 : Adventure Time : Gumbald / Punchbowl (7 Épisodes)
- 2018 : Life in Pieces : Dr Dave Collins (1 Épisode)
- 2018 : Please Understand Me : Frederick (1 Épisode)
- 2018-2020 : Superstore : Richard Simms (2 Épisodes)
- 2019 : Room 104 : Narrateur (1 Épisode)
- 2019 : La Colo magique : Le réceptionnist (1 Épisode)
- 2019 : Black Monday : Not Michael Milken #2 (1 Épisode)
- 2019 : The Morning Show : Neal Altman (2 Épisodes)
- 2020: Viral Vignettes : Neil (2 Épisodes)
- 2020 : Medical Police : Dr. Richard Waters (6 Épisodes)
- 2021 : F is for Family : Dr. Goldman (3 Épisodes)
- 2021 : WandaVision : Todd Davis / Arthur Hart (1 Épisode)

## Récompenses et nominations
- 2009 : Village Voice Film Poll : Meilleur Acteur dans un Second Rôle - A Serious Man
- 2009 : Gotham Independent Film Awards : Meilleur Casting - A Serious Man
- 2009 : Boston Society of Film Critics Awards : Meilleur Casting - A Serious Man
- 2009 : San Diego Film Critics Society : Meilleur Casting - A Serious Man
- 2010 : Film Independent's Spirit Awards : Prix Robert-Altman - A Serious Man
- 2010 : International Cinephile Society Awards : Meilleur Casting - A Serious Man

## Voix francophones
| - Michel Voletti dans (les séries télévisées) : - Girls - Casual - New Girl - Fargo - Trial and Error - The Morning Show - Medical Police - Féodor Atkine dans : - A Serious Man - Teach Me Love - Ave, César ! - Passengers - American Crime Story (série télévisée) | - Sylvain Lemarié (*1952 - 2022) dans (les séries télévisées) : - The Good Wife - Brooklyn Nine-Nine - Lady Dynamite Et aussi - Roger Lumont dans Hannah et ses sœurs - Lionel Henry dans Le Dragueur - Pierre Bodson dans In a World... - Jean-François Aupied dans Blunt Talk (série télévisée) - Hervé Furic dans L'Espion qui m'a larguée - Nicolas Justamon dans WandaVision (mini-série) - Michel Laroussi dans Reboot (série télévisée) - Philippe Catoire dans Cat Person - Jean Barney dans Doctor Odyssey (série télévisée) |